# ОШ „Рада Шубакић” Гружа
ОШ „Рада Шубакић” Гружа, у Гружи, општина Кнић, основана је 1903. године.
Школу чине: Осморазредна (матична) школа у Гружи са 12 одељења и седам физички издвојених одељења у местима Губеревац (осморазредна школа), Пајсијевић, Лесковац, Љубић, Врбета и Честин. (четвороразредна школа).

## ИО Честин
Почетак просвећивања становништва овог краја се везује за 1818. годину када је Николај Никојевић као једну од првих у Србији, основао школу у Честину која и данас ради као издвојено одељење школе у Гружи. Она се убраја међу најстарије школе у ослобођеној Србији за време владавине кнеза Милоша Обреновића. Налази се код манастира Каменца.

## ИО Пајсијевић
Деца села Пајсијевић су школу похађала у Каменцу. Да би деци омогућили ближе школовање, сељани села Пајсијевић одлучују да пошаљу захтев 1871. године Београду за дизање нове школе. Мештани се обавезују да ће школу изградити од трајног материјала. У то време село је имало 107 домаћинстава у којима је било 30 деце за школовање. Школа је отворена за рад 1874. године и ту се школују и деца из Лесковца. Први учитељ је био Раша Дамјановић који је много учинио за село. Зграда садашње школе у Пајсијевићу почела је да се гради 1928. а градили су је мештани од тврдог камена. Изградњу је затекао рат, тако да је завршена крајем 1945. године. Има две учионице, библиотеку, трпезарију, велики ходник и хол испред ње и са школом повезан школски стан. 

## ИО Лесковац
Школа у Лесковцу је основана 1931. године под патронатом краљице Марије Карађорђевић.

## ИО Врбета
Школа у Врбетима је прво била смештена у кући Драгољуба Анђелковића. Правили су је сељани, а изградњи су помогли прва учитељица Рајка и Живановић Миро и Дара. Од учитеља из Груже потекла је идеја о подизању школе у Липници. Милентије Милосављевић, богати сељак, поклонио је школи 60 ари плаца. Краљ и држава помажу иградњу школе од темеља до црепа и школа се завршава у јесен 1938. године. Школа почиње са радом 1940. године. Године 1943. прекида са радом и ту бивају смештени партизани. Након формирања батаљона партизанског одреда и њиховог одласка у Босну, школа наставља са радом. Први учитељ је био Милорад Миловановић из Драгобраће, официр краљеве војске. У периоду од 1980-1993, школа није радила. Поново је отворена 1993. године као неподељена школа која и данас функционише

## ИО Љубић
До краја 1930. године ученици села Љубић похађали су наставу у школи у Гружи. О Божићу 1931. године, учитељ Јанковић почиње да изводи наставу у Љубићу. Школа се налазила у данашњој кући Радомира Сретеновића, затим у Гајовића кафани. После рата школа је била у згради болнице у Равном Гају. Поред учитеља Анокића из Неготина, долази учитељ Бранко Јовановић. Настава се одвија у две смене уз минималне услове рада. Изградња нове зграде почиње 1957. године. Учитељица Рајна Павловић из Драгушице изводи наставу са учитељтељем Бранком, а затим долази учитељица Љубинка Митровић из Вучковице. После завршеног 4. разреда деца настављају школовање у Гружи и Драгобраћи.